# Połomia (powiat wodzisławski)
Połomia (niem. Pohlom) – wieś w Polsce położona w województwie śląskim, w powiecie wodzisławskim, w gminie Mszana.
W latach 1945–54 siedziba gminy Połomia. W latach 1975–1998 miejscowość położona była w województwie katowickim. Przez wieś przepływa rzeka Szotkówka i potok Kolejówka. W Połomi funkcjonuje klub piłkarski Płomień Połomia.

## Położenie
Połomia położona jest na średniej wysokości ok. 255 m n.p.m. w południowo-zachodniej części województwa śląskiego w powiecie wodzisławskim, historycznie zaś leży we wschodniej części ziemi wodzisławskiej na Górnym Śląsku.
W układzie geograficznym obszar miejscowości położony jest w kotlinie Raciborsko-Oświęcimskiej w południowo-wschodniej części Płaskowyżu Rybnickiego będącym częścią Wyżyny Śląskiej. Pod względem administracyjnym Połomia jest częścią województwa śląskiego, powiatu wodzisławskiego i gminy Mszana. Graniczy z Mszaną, Świerklanami i Kucharzówką, Gogołową, Jastrzębiem-Zdrojem i Marklowicami.

## Części wsi
| SIMC    | Nazwa      | Rodzaj    |
| ------- | ---------- | --------- |
| 0217544 | Dolanek    | część wsi |
| 0217550 | Granice    | część wsi |
| 0217567 | Nędza      | część wsi |
| 0217573 | Wielodroga | część wsi |

## Historia
Dogodne warunki klimatyczne oraz położenie w rejonie Bramy Morawskiej stanowiącej naturalny korytarz migracyjny miały znaczenie w historii rozwoju osadnictwa w tym rejonie. Połomia została założona zapewne w XIII w. Parafia w Połomi powstała na przełomie XIII i XIV wieku. Wieś została po raz pierwszy wymieniona w spisie świętopietrza z 1447 r. pośród innych parafii dekanatu w Żorach pod nazwą Polom.
Od końca XV wieku do początków XIX wieku, wraz z okolicznymi terenami wchodziła w skład Państwa Wodzisławskiego.
W wyniku wojen śląskich, Połomia znalazła się wraz z całą ziemią wodzisławską w Królestwie Pruskim.
Topograficzny opis Górnego Śląska z 1865 roku notuje stosunki ludnościowe na terenie wsi - „In Pohlom befinden sich 168 Haushaltungen mit 875 nur polnisch Sprechenden(...).” czyli w tłumaczeniu na język polski „W Połomi znajduje się 168 gospodarstw domowych z 875 mieszkańcami mówiącymi tylko po polsku(...)”.
W latach międzywojennych Połomia stanowiła gminę w powiecie rybnickim. Według spisu z 1931 r. liczyła 1453 mieszkańców.
Od 1954 Połomia należała do powiatu wodzisławskiego.
Historyczny, drewniany kościół uległ zawaleniu podczas wichury w dniu 30 lipca 1969 r. Ocalałą wieżę rozebrano w 1969 r. i odtworzono w nowo budowanym kościele Znalezienia Krzyża Świętego w Wiśle Głębcach.

### Podział administracyjny
Oficjalnie Połomia nie jest podzielona administracyjnie. Posiada jednak historyczne dzielnice:
- Klimankowiec,
- Bernatowiec,
- Dolanek,
- Tomalowiec,
- Dwór,
- Nędza,
- Folwark,
- Wielodroga,
- Mokszokowiec,
- Strączkowiec,
- Olszyna.

## Religia
Na terenie wsi działalność duszpasterską prowadzi Kościół rzymskokatolicki (parafia Nawiedzenia NMP).

## Komunikacja
Przez Połomię przebiega jedna droga wojewódzka:
- 930 DW 930 (Świerklany – Połomia – Mszana).

Przez miejscowość przebiega autostrada A1 (północ-południe), a konkretnie odcinek pomiędzy węzłami Świerklany i Mszana.